# Cicero Stadium
Cicero Stadium – wielofunkcyjny stadion w Asmarze w Erytrei, na którym rozgrywane są głównie mecze piłkarskie. Stadion mieści 20 000 osób. Jest używany przez Red Sea FC, Asmara Brewery FC, Adulis Club, Hintsa FC i Edaga Hamus. Na posiedzeniu w dniu 1 maja 2003 r. prezydium programu "Goal" zatwierdził projekt położenia sztucznej murawy na boisku w Cicero Stadium. Stadion otrzymał w 2005 roku sztuczną murawę 3. generacji, One Star testowaną w ramach programu rozwojowego FIFA "Goal".